# Distrito de Faro
El distrito de Faro es uno de los dieciocho distritos que, junto con Madeira y Azores, forman Portugal. Es el distrito más meridional del país y su capital se encuentra en la ciudad homónima. Limita al norte con el Beja, al este con España y al sur y oeste con el océano Atlántico.
Tiene un área de 4960 km², lo que lo convierte en el décimo distrito según su tamaño. En 2011 contaba con una población de 451 006 habs. y una densidad poblacional de 90,2 hab./km². 
Es la región turística más importante del Portugal y una de las más importantes de Europa.

## Toponimia
En la época romana la región fue denominada Cinética (Cyneticum) debido al nombre del pueblo indoeuropeo nativo, los cinetes o conios (cynetes o conii en latín).

## Subdivisiones
El distrito de Faro se subdivide en los siguientes 16 municipios:
- Albufeira
- Alcoutín
- Aljezur
- Castromarín
- Faro
- Lagoa
- Lagos
- Loulé
- Monchique
- Olhão
- Portimão
- São Brás de Alportel
- Silves
- Tavira
- Vila do Bispo
- Villarreal de San Antonio

El distrito de Faro corresponde tanto a la tradicional como a la moderna región del Algarve, y ésta constituye también una única subregión estadística, con el mismo nombre.